# Sarcină electrică
Sarcina electrică sau cantitatea de electricitate este o mărime fizică ce exprimă din punct de vedere macroscopic o proprietate fundamentală a materiei care determină acesteia interacțiile prin câmp electromagnetic. Există două tipuri de sarcină electrică, pozitive și negative, determinate de particule subatomice. Materia încărcată electric este influențată de câmpul electric, și în același timp produce câmp electric. Interacțiunea dintre o sarcină în mișcare și un câmp electromagnetic este sursa forței electromagnetice, care este una dintre cele patru forțe fundamentale. O „distrugere” a sarcinilor electrice, nu este posibilă; este vorba de „conservarea” sarcinilor (formă de energie).   	 

## Prezentare generală

### Sarcină elementară
Sarcina electrică este caracteristică unor particule subatomice, și este cuantificată când este exprimată doar ca multiplu al așa-numitei sarcini elementare e, care are valoarea de 1,602·10-19 C (coulomb). Existența sarcinilor electrice este întotdeauna legată (necondiționat) de existența materiei.

### Polaritatea sarcinilor

Câmpul electric al unui dipol electric.

Există sarcini pozitive și sarcini negative. Cele două feluri de sarcini, (+) și (-) sunt de valoare egală (simetrie valorică). Electronii, prin convenție au sarcina -1, iar protonii au sarcina opusă, +1. Quarkurile au o sarcină fracționară, de −1/3 sau +2/3. Antiparticulele echivalente acestora au sarcina egală și de semn opus.

### Interacțiune
În general, particulele cu sarcină de același semn se resping, iar cele de semne opuse se atrag. Acest fenomen este descris de legea lui Coulomb, care afirmă că modulul forței de respingere este proporțional cu produsul celor două sarcini, și scade proporțional cu pătratul distanței.
Sarcinile electrice sursă a unui câmp vectorial, câmpul electrostatic, cu circulație conservativă, exprimată prin rotor nul.

## Sarcină electrică și curent electric
Sarcina electrică a unui obiect macroscopic este suma sarcinilor electrice ale componentelor ce îl constituie. Adesea, sarcina electrică netă este zero, deoarece numărul de electroni din fiecare atom este egal cu numărul de protoni, și astfel sarcinile acestora se anulează reciproc. Situațiile în care sarcina netă este nenulă sunt denumite electricitate statică. Mai mult, chiar și când sarcina netă este zero, ea poate fi distribuită neuniform (de exemplu din cauza unui câmp electric extern), atunci spunându-se despre material că este polarizat), iar sarcinile legate de polarizare sunt numite sarcini legate (iar sarcinile în exces aduse din exterior se numesc sarcini libere). 
O mișcare ordonată a particulelor încărcate într-o anumită direcție (în metale, aceste particule sunt electronii) este cunoscută sub numele de curent electric. 
Natura discretă a sarcinii electrice a fost propusă de Michael Faraday în experimentele sale de electroliză, apoi demonstrată direct de Robert Millikan în experimentul cu picătura de ulei.

## Unități de măsură și măsurare
Unitatea de măsură în sistemul internațional pentru sarcina electrică este coulombul, care reprezintă aproximativ 6.024 × 1018 sarcini elementare (egale cu sarcina unui singur proton sau electron). Coulombul este definit ca fiind sarcina electrică sau cantitatea de electricitate care trece prin secțiunea transversală a unui conductor electric prin care trece un amper timp de o secundă. 
Simbolul Q este adesea folosit pentru a nota cantitatea de sarcină electrică. Sarcina electrică poate fi măsurată direct cu un electrometru, sau indirect cu un galvanometru balistic.

## Cuantificare
Formal, sarcina electrică a unui corp trebuie să fie multiplu de sarcina elementară e (sarcina este cuantificată), dar deoarece este o cantitate macroscopică, cu multe ordine de mărime mai mare decât sarcina elementară, poate lua practic orice valoare reală. Mai mult, în unele contexte are sens să se vorbească de fracțiuni din sarcină, ca în cazul încărcării unui condensator.